# Mitt i ett andetag
Mitt i ett andetag är ett album från 2011 av det svenska dansbandet Titanix.

## Låtlista
1. Nu är det lördag igen ("Another Saturday Night") (Sam Cooke/ Hans Sidén)
2. Night by the Lake (Daniel Nilsson/Henrik Szabo/Christina Schilling/Camilla Gottschalck/Jonas Gladnikoff)
3. Om du bara visste (Stefan Brunzell/Ulf Georgsson)
4. Vi dansar så kärleksfullt i natten (Kalle Kindbom/Jari Kujansuu)
5. Kärleken (Jerry Rolf)
6. So Long (Benny Andersson/ Björn Ulvaeus)
7. Här står jag (Thomas Thörnholm/Dan Attlerud)
8. Överallt (Calle Kindbom/ Carl Lösnitz/Niclas Edberger)
9. Varje gång nån frågar om dig (Bo Nilsson/Henrik Henriksson)
10. Hot n Cold (Lukasz Gottwald/Max Martin/Katy Perry)
11. Vem vill va min ängel (Mikael Olsson/Joakim Mullo)
12. Be Careful What You're Wishing for (Kenneth Westlin/Sören Jonsson/Camilla Andersson)

## Listplaceringar
| Lista (2011) | Topplacering |
| ------------ | ------------ |
| Sverige      | 10           |

### Fotnoter
1. ↑  ”Skivsläpp och gratiskonsert”. Titanix. 13 juni 2011. Arkiverad från originalet den 4 mars 2016. https://web.archive.org/web/20160304105932/http://www.titanix.info/asp/nyheter.asp. Läst 19 juni 2012.
2. ↑  ”Mitt i ett andetag”. Svensk mediedatabas. 1 mars 2011. http://smdb.kb.se/catalog/id/002754114. Läst 19 juni 2012.
3. ↑  ”Mitt i ett andetag”. Hitparad. 1 mars 2011. http://swedishcharts.com/showitem.asp?interpret=Titanix&titel=Mitt+i+ett+andetag&cat=a. Läst 19 juni 2012.